# I Can't Dance
Singles de Genesis
No Son of Mine
(1991) Hold on My Heart
(1992)
I Can't Dance est une chanson du groupe de rock britannique Genesis, sorti en 1991. Second extrait de l'album We Can't Dance à paraître en single, I Can't Dance rencontre un succès commercial dans un grand nombre de pays.
La chanson est basée sur un riff de blues répétitif accompagné par du synthétiseur avec des paroles loufoques.

## Historique
Lors des séances d'improvisations en studio pour le nouvel album, le groupe s'inspire d'une publicité pour un jean Levi's qui utilise la chanson des Clash Should I Stay or Should I Go. Le guitariste Mike Rutherford commence à jouer le riff de cette dernière, mais le ralentit et lui donne un peu de swing. À un moment donné, Phil Collins propose spontanément la phrase « I can't dance » (« Je ne sais pas danser »), qui ne parle pas de lui mais du modèle masculin de la publicité.
Le single se vend à 71 000 exemplaires en France et reste sept semaines à la 7e position du Billboard Hot 100 américain.

## Particularités
La chanson utilise une boîte à rythmes qui joue un rythme traditionnel à quatre temps (signature 4/4, soit caisse claire sur les 2e et 4e temps). Au dernier refrain entre une véritable batterie qui, elle, joue sur deux temps (signature 2/2, soit caisse claire sur le 2e temps, mais qui correspond au 3e de la boite à rythmes), entraînant des alternances de la caisse claire entre les deux instruments.

## Clip vidéo
Le clip officiel est tourné en 1991 à l'époque de la sortie de l'album.
Il met en scène Phil Collins dans trois situations cocasses correspondant aux trois couplets. En second plan, on aperçoit régulièrement ses complices Tony Banks et Mike Rutherford.
Phil Collins incarne tout d'abord un auto-stoppeur sur une route déserte de Californie. Passe en trombe une Porsche 911 qui ne s'arrête que quelques mètres plus loin, puis fait marche arrière et se porte à sa hauteur. Une splendide créature baisse alors la vitre côté droit, puis, avec un grand sourire, ouvre la porte passager. L'auto-stoppeur, ravi, s'apprête à monter à bord… mais c'est un gros reptile qui se faufile à sa place et la voiture repart aussi vite qu'elle était arrivée, laissant l'auto-stoppeur désœuvré. 
Dans le deuxième tableau, Phil Collins sort de l'océan après une séance de planche à voile sur une plage ensoleillée et très fréquentée. Il aperçoit la conductrice de la Porsche en train de bronzer assidument à côté de son chien. Il veut se rhabiller, mais le canidé, agressif, lui dispute son pantalon. Il finit par le récupérer mais déchiré à la fesse droite. 
Dans le dernier tableau, Phil Collins pénètre dans un bar sombre peuplé de ravissantes créatures. Arrivé devant une table de billard, il se voit proposer une partie par un joueur présent, avec pari à la clé. Il fait comprendre qu'il n'a pas un sou vaillant et l'autre lui suggère de miser son pantalon. Le joueur vide alors la table en un seul coup et Phil Collins se voit contraint de quitter l'établissement en caleçon. 
Les tableaux et leurs scènes sont séparés par des mini chorégraphies où les trois membres du groupe marchent au pas en file indienne, chaque bras synchronisé avec la jambe du même côté. À la fin du clip, Phil Collins, resté seul, esquisse une danse à la manière de Michael Jackson, avant que ses deux compères ne viennent le chercher.

## Titres
| CD maxi - Europe 1. I Can't Dance — 4:02 2. On the Shoreline — 4:47 3. In Too Deep (live) — 5:28 4. That's All (live) — 4:54 CD maxi - U.S. 1. I Can't Dance (LP version) — 4:00 2. On the Shoreline — 4:45 3. In Too Deep (live) — 5:28 4. That's All (live) — 4:54 5. I Can't Dance (sex mix) — 6:59 | 7" single 1. I Can't Dance — 4:01 2. On the Shoreline — 4:46 12" maxi 1. I Can't Dance — 4:02 2. On the Shoreline — 4:47 3. I Can't Dance (sex mix) — 6:59 |

## Classements
| Classement (1992)                      | Meilleure position |
| -------------------------------------- | ------------------ |
| Autriche (Ö3 Austria Top 40)           | 2                  |
| Australie (ARIA)                       | 7                  |
| France (SNEP)                          | 9                  |
| Nouvelle-Zélande (RMNZ)                | 10                 |
| Suède (Sverigetopplistan)              | 13                 |
| Suisse (Schweizer Hitparade)           | 8                  |
| États-Unis (Hot 100)                   | 7                  |
| Royaume-Uni (UK Singles Chart)         | 7                  |
| Pays-Bas (Nederlandse Top 40)          | 1                  |
| Pays-Bas (Single Top 100)              | 1                  |
| Belgique (Flandre Ultratop 50 Singles) | 1                  |
| Allemagne (Media Control AG)           | 4                  |

## Certifications
| Pays     | Certification | Date            | Ventes certifiées |
| -------- | ------------- | --------------- | ----------------- |
| Autriche | Or            | 31 janvier 1992 | 15 000            |

## Musiciens
- Phil Collins : chant, boîte à rythmes, batterie.
- Mike Rutherford : guitare, basse
- Tony Banks : claviers, échantillons.

## Reprises
Ray Wilson, qui avait remplacé Phil Collins comme chanteur de Genesis entre 1998 et 1999, reprend la chanson sur ses albums Live (2005), Stiltskin Vs.Genesis (2011) et Genesis Classic (Live In Poznan) (2011).
Le tribute band allemand Still Collins, formé en 1995, incorpore régulièrement la chanson dans son répertoire de concert,,. Elle figure également sur ses albums Live - But Seriously! (2001) et The very Best of Phil Collins & Genesis Live (A tribute concert event) (2016).
La pièce est interprétée par le groupe Inca God sur l'album de reprises de Genesis par divers artistes A Tribute To Genesis - In Too Deep (2002).